# Lijst van vlaggen van Duitsland
Dit is een lijst van vlaggen van Duitsland.

## Nationale vlag (perFIAV-codering)
|          | Civiele vlag | Staatsvlag | Oorlogsvlag |
| -------- | ------------ | ---------- | ----------- |
| Te land  | · ?          | · ?        | · ?         |
| Te water | · ?          | · ?        | · ?         |

De versie zonder wapen mag ook als staatsvlag gebruikt worden.

## Vlaggen van bestuurders
| Vlag                                      | Periode | Functie                                   | Beschrijving                                           |
| ----------------------------------------- | ------- | ----------------------------------------- | ------------------------------------------------------ |
| Vlag van de Bondspresident van Duitsland. |         | Vlag van de Bondspresident van Duitsland. | De Duitse adelaar in een geel vlak dat rood omrand is. |

## Militaire vlaggen
De oorlogsvlag is reeds in de eerste tabel te vinden.
| Vlag                                                                                   | Periode      | Functie                                                                                | Beschrijving                                                                    |
| -------------------------------------------------------------------------------------- | ------------ | -------------------------------------------------------------------------------------- | ------------------------------------------------------------------------------- |
| Vlag van het Duitse ISAF-contingent in Afghanistan, onder meer op Bundeswehrrijtuigen. | 2003 - heden | Vlag van het Duitse ISAF-contingent in Afghanistan, onder meer op Bundeswehrrijtuigen. | De Duitse driekleur met in witte letters in het Perzisch het woord "Duitsland". |
| Vlag van de Generalinspekteur van de Bundeswehr.                                       |              | Vlag van de Generalinspekteur van de Bundeswehr.                                       |                                                                                 |

## Vlaggen van politieke partijen
| Vlag                                 | Periode | Functie                              | Beschrijving                                                         |
| ------------------------------------ | ------- | ------------------------------------ | -------------------------------------------------------------------- |
| Vlag van de Deutsche Zentrumspartei. |         | Vlag van de Deutsche Zentrumspartei. | Verdeeld in twee gelijke horizontale banen, boven geel en onder wit. |

## Sportvlaggen
| Vlag | Periode     | Functie | Beschrijving                                        |
| --- | ----------- | --- | --------------------------------------------------- |
| Vlag van het Duits Eenheidsteam voor de Olympische Zomerspelen van 1956, 1960, 1964 en 1968 en de Olympische Winterspelen van 1956, 1960, 1964 en 1968. | 1956 - 1968 | Vlag van het Duits Eenheidsteam voor de Olympische Zomerspelen van 1956, 1960, 1964 en 1968 en de Olympische Winterspelen van 1956, 1960, 1964 en 1968. | De Duitse driekleur met in wit het Olympische logo. |

## Voormalige vlaggen van Duitsland
| Vlag                           | Periode   | Functie                        | Beschrijving                                               |
| ------------------------------ | --------- | ------------------------------ | ---------------------------------------------------------- |
| Handelsvlag (C-Doppelstander). | 1946-1949 | Handelsvlag (C-Doppelstander). | Vlag met vijf horizontale banen (blauw-wit-rood-wit-blauw) |

## Vlaggen van het Duitse Keizerrijk en de Weimarrepubliek
| Vlag | Periode     | Functie                                  | Beschrijving                             |
| ---- | ----------- | ---------------------------------------- | ---------------------------------------- |
|      | 1871 - 1918 | Nationale vlag van het Duitse Keizerrijk | Zie het hoofdartikel: Vlag van Duitsland |
|      | 1903 - 1918 | Marinevlag (Kaiserliche Kriegsflagge)    |                                          |
|      | 1918 - 1933 | Nationale vlag van de Weimarrepubliek    |                                          |
|      | 1921-1933   | Vlag van de minister van Defensie        |                                          |

## Vlaggen van het Derde Rijk
| Vlag | Periode             | Functie                              | Beschrijving                             |
| ---- | ------------------- | ------------------------------------ | ---------------------------------------- |
|      | 1933 - 1945         | Nationale en handelsvlag             | Zie het hoofdartikel: Vlag van Duitsland |
|      | 1933 - 1935         | Handelsvlag en tweede nationale vlag | Zie het hoofdartikel: Vlag van Duitsland |
|      | 1933 - 1935         | Oorlogsvlag                          |                                          |
|      | 1935 - 1945         | Oorlogsvlag                          |                                          |
|      | 1935 - 1945         | Dienstvlag                           |                                          |
|      | 1933 - 1935         | Vlag van de minister van Oorlog      |                                          |
|      | juni - oktober 1935 | Vlag van de minister van Oorlog      |                                          |
|      | 1935 - 1938         | Vlag van de minister van Oorlog      |                                          |
|      |                     | Watersportvlag                       |                                          |